# مکتب وقوع
مکتب وقوع به سبکی از شعر فارسی گفته می‌شود که از اواخر قرن نهم تا اوایل قرن یازدهم هجری رواج داشت و در دورهً زمانی بین سبک عراقی دورهٔ تیموری و سبک هندی پدیدار شد. ویژگی «اشعارِ وقوعی»، سادگی، پرهیز از صنایع بدیعی و اغراق‌های شاعرانه، کاربرد اصطلاحات و زبان عامیانه و بیان صریح و بی‌پیرایهٔ وقایعی است که بین عاشق و معشوق می‌گذرد. محتشم کاشانی، وحشی بافقی، لسانی شیرازی، اهلی شیرازی، فغانی شیرازی، اشرف جهان قزوینی، هلالی جغتایی از معروف‌ترین سخنوران این مکتب به‌شمار می‌روند.
شعر وقوع عمدتاً به اشعار عاشقانه اختصاص دارد و معشوق نیز در آن مذکر است. پرویز ناتل خانلری در این مورد می‌نویسد: «در مکتب وقوع معشوق مرد است، زیرا اصل بر حقیقت‌گویی است و ازاین‌رو سخن‌گفتن از زن خطرناک است». اما سیروس شمیسا معتقد است: «قبل از مکتب وقوع هم سخن‌گفتن از معشوقِ زن چندان مرسوم نبوده‌است»، و ازآن‌جاکه در آن دوران «نَقل مجالسِ عشاق و رندان، ماجراهایی که بین آنان و معشوق مذکر گذشته‌بود» و در این مکتب نیز اصل بر حقیقت‌گویی و بیان صادقانهٔ وقایع و حالات عاشق و معشوق است.
از لحاظ زبانی سبک وقوع  اساس را بر ساده گویی و پرهیز از پیچیدگی های زبانی گذاشت و تاثیر آن بر غزل معاصر بویژه در غزل گفتار که توسط آرش آذرپیک در دهه هفتاد معرفی شد انکارناپذیر است اگرچه شاعرانی همانند محمدعلی بهمنی ، هومن ذکایی ، منوچهر نیستانی و... نیز تحت تاثیر این دبستان ادبی بوده اند.
شاخه‌ای از مکتب وقوع به اشعار واسوخت اختصاص می‌یابد. واسوخت در لهجهٔ فارسی هندوستان به‌معنی اعراض و دوری‌گزینی بود و به شعری گفته می‌شود که شاعر به‌جای نازکشی و ستایش معشوق، تهدید به رهایی می‌کند. این شیوهٔ بیان به‌ویژه در اشعار وحشی بافقی دیده می‌شود.

## نمونه‌ها
| دوستان شرح پریشانی من گوش کنید |  | داستان غم پنهانی من گوش کنید         |
| قصهٔ بی‌سروسامانی من گوش کنید    |  | گفت‌وگوی من و حیرانی من گوش کنید      |
|                                |  | (ترکیب‌بند شرح پریشانی از وحشی بافقی) |

| خاست غوغایی و زیبا پسری آمد و رفت  |  | شهر برهم زده تاراج‌گری آمد و رفت |
| تیغ بر کف عرق از چهره فشان خلق‌کُشان |  | شعلهٔ آتش رخشان شرری آمد و رفت   |
|                                    |  | (محتشم کاشانی)                  |

- ۱. سوی باغ آهنگ دارد یار فارغ‌بال من / خشمگین می‌بیندم یعنی میا دنبال من (شهیدی، دیوان، ش ۷۷۰: ۲۷)
- ۲. خوش آن شبی که در آغوش گیرمش تا روز / به زیر پهلوی او دست من به خواب رود (شهیدی، خلاصه، چشمه، ۵۵۳)
- ۳. چو نتوانم که گویم پیش او عیب رقیبان را / نویسم روز طوماری و شب در کویش اندازم (شرف‌جهان، ۱۳۵ و غزلان الهند، ۱۵۱)
- ۴. دیوانه‌وش روم ز درت خلق را بَرَم / از راه دیگر آیم و تنهات بنگرم (شرف جهان، ۱۳۴؛ غزلان الهند، ۱۵۱)
- ۵. می‌کرد شب شرف ز تو در کنج غم گله / شرمنده‌ام که در پس دیوار بوده‌ای (شرف‌جهان، ۱۶۲؛ مکتب، ۲۶۴)
- ۶. به خانه‌اش روم و این کنم بهانهٔ خویش / که مست بودم و کردم خیال خانهٔ خویش (حسابی، مجمع الخواص، ۱۶۱)
- ۷. ای پاسبان این خانه را راه دگر پی برده‌ام / این‌جا چو نگشودی درم رفتم که آنجا در زنم (صرفی، خلاصه، قم و ساوه: ۲۳۶)
- ۸. دست رقیب داشت به دست آن نگار مست / خندان زمن گذشت و مرا گریه داد دست (امیر نورالله، تحفه، ۶۵)
- ۹. کرده کاکل را پریشان عزم میدان می‌کنی / باز از سر، خاطر ما را پریشان می‌کنی (بوداق بیگ، تحفه، ۳۵۲)
- ۱۰. راهم درون باغ تو دربان نمی‌دهد / گلگشت را بهانه کن و پیش در بیا (قاضی مسیح الدین، آتشکده، ۱۱۴۷)
- ۱۱. به دربان دی نگه می‌کرد و می‌دید از غضب سویم / مرادش این که این دیوانه را بیرون کن از کویم (محتشم، ۱۲۵۸)
- ۱۲. چند گویی که میا و مرو از کوچهٔ ما / می‌روم، راه من است این، به تو کاری دارم؟ (شجاع کاشانی، مکتب، ۲۲۸)
- ۱۳. چو برخیزد زخواب ناز و بیند سوی خود رویم / بهانه چشم مالیدن کند تا ننگرد سویم (ضمیری، مجمع الخواص، ۱۳۶)
- ۱۴. شبی که وعده نمایی و دیرتر آیی / زمان زمان به درآیم بر آستانهٔ خویش (جذبی، نفایس المآثر)
- ۱۵. خانه چون خالی شود گویم که دست من بگیر / دست می‌گیرد ولی از خانه بیرون می‌کند (لسانی، ۱۷۹)
- ۱۶. در سخن بود به غیری چو به راهش دیدم / شد خجل گفت که احوال تو می‌پرسیدم (ولی دشت بیاضی، مخزن الغرایب، ۵۳۲)
- ۱۷. جست‌وجوی دگری داشت چو پرسیدم از او / منفعل گشت و به من گفت تو را می‌جویم (سالک اصفهانی، همان، گ ۴۲۱ ر)
- ۱۸. چو همرهی من آن سرو خوش‌خرام کند / ز بیم طعنه به هر کس رسد سلام کند (میلی، ۸۲)
- ۱۹. رفتم به مسجد از پی نظارهٔ رخش / دستی به رو گرفت و دعا را بهانه ساخت (میلی، ۵۷)
- ۲۰. وقت نماز پهلوی او جا گرفته‌ایم / باشد گه سلام، نگاهی به ما کند (مقبول قمی، مکتب، ۷۶۶)
- ۲۱. به پیش او چو نشینم رود به فکر فرو / که از برم به کدامین بهانه برخیزد (داعی اصفهانی، خلاصه، ۱۰۱۳ق: مجلس، گ ۳۹۴ ر)
- ۲۲. گویی به دیگران سخن اما چو من رسم / تا نشنوم حدیث تو خاموش می‌کنی (هلالی، ۱۹۶)
- ۲۳. مبادا مست من در خانهٔ بیگانه‌ای افتی / همان در خانهٔ من به، اگر در خانه‌ای افتی (رفیعی کاشانی، همان، ۱۸۷)

ابیات از کاروند پارسی، وبلاگ محمود فتوحی رودمعجنی

## فهرست شاعران مکتب وقوع
- بابافغانی شیرازی (ف ۹۲۵ ق)
- لسانی شیرازی (ف ۹۴۱ ق)
- محتشم کاشانی (ف ۹۹۶ ق)
- میلی مشهدی (ف ۹۸۳ ق)
- نظیری نیشابوری (ف ۱۰۲۰ ق)
- نوعی خبوشانی (ف ۱۰۱۹ ق)
- وحشی بافقی (ف ۹۹۱ ق)
- ولی دشت‌بیاضی (ف ۱۰۰۱ ق)
- هاتفی خرجردی (ف ۹۲۸ ق)
- هلالی جغتایی (ف ۹۳۵ ق)
- درویش دهکی
- اهلی شیرازی
- وحید تبریزی
- فهمی استرآبادی
- حیرتی تونی
- فارغی مشهدی
- عزیزی قزوینی
- فضولی بغدادی
- خواری تبریزی
- خواجگی عنایت
- صبری اصفهانی،
- طرحی شیرازی
- شجاع (ملقب به کور)
- کامی قزوینی
- هجری قمی
- حیدر کلیچه‌پز
- عبدی بیگ نویدی
- کاهی کابلی، قاسم
- ملک قمی
- قیدی شیرازی
- مخدوم شریفی
- نظام‌الدین هاشمی
- قراری گیلانی
- حسابی نطنزی
- رضایی کاشانی
- میرک صالحی
- حالتی تهرانی
- صرفی ساوجی
- حضوری قمی
- قاضی نورالدین
- غیرتی شیرازی
- یادگاربیگ حالتی
- وقوعی نیشابوری
- وحشتی جوشقانی
- انیسی شاملو، یولقلی
- وقوعی تبریزی
- شعیب جوشقانی
- فسونی یزدی
- نرگسی ابهری
- دوست‌محمد اسفزاری
- نسبتی مشهدی
- شریف تبریزی
- غواصی یزدی
- ادهم کاشی
- فارغی قزوینی
- حیدر طهماسبی
- صبوحی هروی
- کاکای قزوینی
- جدایی ساوجی
- عبدی شروانی
- بحثی قزوینی
- مقصود کاشی
- بزمی اردبیلی
- صبوری تبریزی
- قاضی فگاری جوینی
- حزنی اصفهانی
- رشکی همدانی
- طوفی تبریزی
- حقیری تبریزی
- لطفی کفاش
- طبخی قزوینی
- مردمی مشهدی
- مظهری کشمیری
- پیروی ساوجی
- شجاع‌الدین خلیفه
- پیامی کرمانی
- شجاع‌الدین غضنفر
- محوی اسدآبادی
- شهودی سبزواری
- کمالی سبزواری
- حاتم کاشانی
- والهی قمی